# Archidermaptera
Archidermaptera – wymarły, mezozoiczny podrząd owadów z infragromady nowoskrzydłych i rzędu skorków.
Archidermaptera stanowią najbardziej prymitywną i bazalną grupę skorków. W zapisie kopalnym znani są od karniku w triasie późnym po apt w kredzie dolnej. U ich przedstawicieli występuje jeszcze użyłkowanie na pokrywach (tegminach). Odnóża ich zaopatrzone są w pięcioczłonowe stopy. Odwłok wieńczą długie, wieloczłonowe, nieprzekształcone w szczypce przysadki odwłokowe. Niewykluczone, że jest to grupa parafiletyczna.
Takson ten wprowadzony został w 1936 roku przez Grigorija Bej-Bienkę. Obejmuje tylko jedną nadrodzinę, Protodiplatyoidea, podzieloną na dwie rodziny:
- †Dermapteridae Vishnyakova, 1980
- †Protodiplatyidae Martynov, 1925